# Grammorhoe polygrammata
Grammorhoe polygrammata är en fjärilsart som beskrevs av Moritz Balthasar Borkhausen 1794. Grammorhoe polygrammata ingår i släktet Grammorhoe och familjen mätare. Inga underarter finns listade i Catalogue of Life.